# Stillwaterit
Stillwaterit ist ein selten vorkommendes Mineral aus der Mineralklasse der „Sulfide und Sulfosalze“ mit der chemischen Zusammensetzung Pd8As3 und damit chemisch gesehen ein legierungsähnliches Palladium-Arsenid. Als enge Verwandte der Sulfide werden die Arsenide in dieselbe Klasse eingeordnet.
Stillwaterit kristallisiert im hexagonalen Kristallsystem, konnte bisher jedoch nur in Form unregelmäßiger Körner von bis zu 265 μm Größe mit einem metallischen Glanz auf den Oberflächen. Das Mineral ist in jeder Form undurchsichtig (opak) und zeigt auf polierten Flächen eine blass cremegraue Farbe mit leicht rosafarbener Tönung.

## Etymologie und Geschichte
Entdeckt wurde Stillwaterit zuerst in Mineralproben aus dem Stillwater-Komplex, einer Gesteinsformation im US-Bundesstaat Montana. Die Analyse und Erstbeschreibung erfolgte durch Louis J. Cabri, J. H. Gilles Laflamme, John M. Stewart, John F. Rowland und Tzong T. Chen, die das Mineral nach dessen Typlokalität benannten.
Das Mineralogenteam sandte seine Untersuchungsergebnisse und den gewählten Namen 1975 zur Prüfung an die International Mineralogical Association (interne Eingangsnummer der IMA: 1974-029), die den Stillwaterit als eigenständige Mineralart anerkannte. Im gleichen Jahr wurde auch die Erstbeschreibung im Fachmagazin The Canadian Mineralogist publiziert. Die seit 2021 ebenfalls von der IMA/CNMNC anerkannte Kurzbezeichnung (auch Mineral-Symbol) von Stillwaterit lautet „Slw“.
Das Typmaterial des Minerals wird im Natural History Museum (NHM) in London (England) unter der Katalog-Nummer BM 1979,129, im National Museum of Natural History (NMNH) in Washington, D.C. (USA) unter der Katalognummer 132500 und im Royal Ontario Museum (ROM) in Toronto (Kanada) unter der Katalognummer M33559 aufbewahrt.

## Klassifikation
In der veralteten 8. Auflage der Mineralsystematik nach Strunz war der Stillwaterit noch nicht aufgeführt.
In der zuletzt 2018 überarbeiteten Lapis-Systematik nach Stefan Weiß, die formal auf der alten Systematik von Karl Hugo Strunz in der 8. Auflage basiert, erhielt das Mineral die System- und Mineralnummer II/A.05-030. Dies entspricht der Klasse der „Sulfide und Sulfosalze“ und dort der Abteilung „Legierungen und legierungsartige Verbindungen“, wo Stillwaterit zusammen mit Arsenopalladinit, Atheneit, Genkinit, Isomertieit, Majakit, Menshikovit, Mertieit, Miessiit, Naldrettit, Palladoarsenid, Palladobismutoarsenid, Palladodymit, Polkanovit, Pseudomertieit, Rhodarsenid, Stibiopalladinit, Törnroosit, Ungavait, Vincentit und Zaccariniit eine unbenannte Gruppe mit der Systemnummer II/A.05 bildet.
Die von der IMA zuletzt 2009 aktualisierte 9. Auflage der Strunz’schen Mineralsystematik ordnet den Stillwaterit ebenfalls in die Abteilung „Legierungen und legierungsartige Verbindungen“ ein. Diese ist allerdings weiter unterteilt nach den in der Verbindung vorherrschenden Metallen. Das Mineral ist hier entsprechend seiner Zusammensetzung in der Unterabteilung „Legierungen von Halbmetallen mit Platin-Gruppen-Elementen (PGE)“ zu finden, wo es als einziges Mitglied eine unbenannte Gruppe mit der Systemnummer 2.AC.10a bildet.
In der vorwiegend im englischen Sprachraum gebräuchlichen Systematik der Minerale nach Dana hat Stillwaterit die System- und Mineralnummer 02.16.04.01. Auch das entspricht der Klasse der „Sulfide und Sulfosalze“ und dort der Abteilung „Sulfidminerale“. Hier findet er sich innerhalb der Unterabteilung „Sulfide – einschließlich Seleniden und Telluriden – mit verschiedenen Formeln“ als einziges Mitglied in einer unbenannten Gruppe mit der Systemnummer 02.16.04.

## Kristallstruktur
Stillwaterit kristallisiert im hexagonalen Kristallsystem in der Raumgruppe P3 (Raumgruppen-Nr. 147) oder P3 (Nr. 143) mit den Gitterparametern a = 7,392–7,399 Å und c = 10,311 Å sowie drei Formeleinheiten pro Elementarzelle.

## Bildung und Fundorte
Stillwaterit bildet sich in geschichteten, ultramafischen Eruptivgesteinen. Als Begleitminerale können unter anderem Braggit, Chalkopyrit, Digenit, Gold, Hollingworthit, Palladoarsenid, Pentlandit, Sperrylith und Pyrrhotin auftreten.
Als seltene Mineralbildung konnte Stillwaterit nur an wenigen Orten nachgewiesen werden, wobei weltweit bisher rund 30 Vorkommen dokumentiert sind (Stand 2024). Außer an seiner Typlokalität im Stillwater-Komplex im gleichnamigen County von Montana trat das Mineral in den Vereinigten Staaten nur noch in einer Seifenlagerstätte an der Südküste der zu den Trinity Islands gehörenden Insel Tugidak in Alaska zutage.
Weitere bisher bekannte Fundorte sind unter anderem verschiedene Lagerstätten und Gruben im Thunder Bay District (Coldwell, Lac des Iles, Seeley Lake) in Ontario sowie polymetallische Sulfidlagerstätten nahe dem Ferguson Lake (Kivalliq) in Nunavut und am Mechanic Settlement Pluton (Cardwell Parish) in New Brunswick in Kanada, einige fluvial Seifenlagerstätten in Lappland (Finnland), die Chromit-Prospektion „Ranomena“ bei Sahambala im Distrikt Toamasina II der gleichnamigen Provinz von Madagaskar, die PGE-Lagerstätte „Karenhaugen“ bei Porsanger in Norwegen, mehrere PGE- und Sulfid-Lagerstätten im Fedorovo-Pansky-Massiv, der Montschetundra und bei Montschegorsk in der Oblast Murmansk sowie wenige Fundstätten in Karelien, der Region Krasnojarsk und der Oblast Swerdlowsk in Russland, ebenso wenige Fundstätten im Distrikt Sekhukhune der südafrikanischen Provinz Limpopo und die Iluma Hill Mine in der Region Singida in Tansania.